# Mydaea meridia
Mydaea meridia är en tvåvingeart som beskrevs av John Otterbein Snyder 1941. Mydaea meridia ingår i släktet Mydaea och familjen husflugor. Inga underarter finns listade i Catalogue of Life.